# Jurij Bilonoh
Jurij Hryhorowytsch Bilonoh (ukrainisch Юрій Григорович Білоног, engl. Transkription Yuriy Bilonoh; * 9. April 1974 in Bilopillja bei Sumy) ist ein ehemaliger ukrainischer Kugelstoßer. Er war 2002 Europameister. Sein Olympiasieg 2004 wurde wegen Dopings aberkannt.

## Werdegang
1992 war Jurij Bilonoh Juniorenweltmeister im Kugelstoßen. Mit einem fünften Platz bei den Hallenweltmeisterschaften 1995 in Barcelona gab Bilonoh seinen Einstand in der Erwachsenenklasse. Im selben Jahr gewann er bei der Universiade. Bei den Hallenweltmeisterschaften 1997 in Paris gewann er den Titel mit 21,02 m vor seinem Landsmann Oleksandr Bahatsch (20,94 m) und John Godina (USA). Im Freien belegte Bilonoh mit 20,26 m den vierten Platz bei den Weltmeisterschaften in Athen. Mit 20,92 m gewann er die Bronzemedaille bei den Europameisterschaften 1998 in Budapest hinter Bahatsch und Oliver-Sven Buder (GER).
Ebenfalls Bronze gewann er bei den Hallenweltmeisterschaften 1999 in Maebashi mit 20,89 m hinter Bahatsch und Godina. Im gleichen Jahr reichten Bilonoh 20,60 m bei den Weltmeisterschaften in Sevilla nur zum fünften Platz. Den gleichen Platz erreichte Bilonoh bei den Olympischen Spielen 2000 in Sydney mit 20,84 m. Nach einem achten Platz bei den Hallenweltmeisterschaften 2001 in Lissabon und einem sechsten Platz bei den Weltmeisterschaften 2001 in Edmonton gewann Bilonoh bei den Europameisterschaften 2002 in München mit 21,37 m erneut einen wichtigen Titel. Im Jahr darauf gewann er sowohl bei den Hallenweltmeisterschaften 2003 in Birmingham als auch bei den Weltmeisterschaften 2003 in Paris/Saint-Denis die Bronzemedaille. Drinnen lag er mit 21,13 m hinter Manuel Martínez (ESP) und Godina, draußen stieß er 21,10 m und lag hinter Andrej Michnewitsch (BLR) und Adam Nelson (USA).
2004 begann für Bilonoh mit einem achten Platz bei den Hallenweltmeisterschaften in Budapest eher verhalten. Bei den Olympischen Spielen 2004 in Athen wurde der Wettbewerb im Kugelstoßen an antiker Stätte in Olympia ausgetragen. Bilonoh und Adam Nelson stießen jeweils 21,16 m, aber da dem gedopten Bilonoh noch zwei Stöße von 21,15 m gelangen, wurde er zunächst Olympiasieger. Bei den Weltmeisterschaften 2005 in Helsinki wurde er mit 20,89 m Vierter, bei den Europameisterschaften 2006 in Göteborg Sechster mit 20,32 m und bei den Olympischen Spielen 2008 in Peking Sechster mit 20,63 m.
Bei einer Körpergröße von 2,00 m betrug sein Wettkampfgewicht 135 kg.

## Doping
Nachdem das IOC 2012 Dopingproben aus Athen mit verbesserten Methoden erneut testen ließ, wurde bei Bilonoh ein Oxandrolon-Metabolit festgestellt. Daraufhin wurde er rückwirkend für den Zeitraum 18. August 2004 bis 17. August 2006 gesperrt und alle Ergebnisse inklusive des Olympiasiegs gestrichen.

## Bestleistungen
- Kugelstoßen: 21,81 m (2003)
- Diskuswurf: 65,53 m (2003)